# Rock N Roll Animal
Rock N Roll Animal è il primo album dal vivo di Lou Reed pubblicato dalla RCA Records nel 1974.

## Il disco
Rock N Roll Animal fu realizzato da Lou Reed dopo la contrastata accoglienza ricevuta da Berlin. L'ambizioso concept album non aveva del tutto convinto la critica musicale e nemmeno il pubblico che si aspettava qualcosa di simile a Transformer, il primo disco solista di successo del cantante newyorkese, che conteneva hit come  Walk On The Wild Side, Vicious e Perfect Day.
Per ovviare al mezzo passo falso, la casa discografica di Reed pretese la realizzazione di un disco più commerciale, più vicino a Transformer e che potesse ridare fiato alla sua carriera. Si scelse quindi, come era ormai diventato di moda, di realizzare un disco dal vivo con una scelta dei brani migliori di Reed.
Nelle intenzioni iniziali il disco avrebbe dovuto essere un doppio, ma come accadde per Berlin, la RCA pose il veto. Reed scelse quindi di realizzare un disco contenente principalmente brani tratti dal repertorio dei Velvet Underground, tralasciando quelli del suo repertorio solista e in particolare di Transformer.
In Rock N Roll Animal Lou Reed realizzò quelle che sono considerate le versioni definitive di Sweet Jane e di Rock 'n' Roll, due brani tratti da uno degli album di minor successo dei Velvet Underground e che avevano ricevuto nuova linfa nella nuova interpretazione dal vivo. Nel disco furono inoltre inseriti due classici dei Velvet Underground come Heroin e White Light / White Heat. Il quinto pezzo scelto, l'unico non proveniente dal repertorio dei VU, fu Lady Day, tratto proprio da Berlin.
La band che accompagnava Lou Reed nel 1973 era di assoluto valore e riuscì a dare un robusto supporto musicale alle performance vocali del leader. Lou Reed, dopo la parentesi glam di Transformer, si stava trasformando nell'icona cinica e nichilista del rock 'n' roll animal, l'androgino personaggio che tanto avrebbe influenzato la cultura pop degli anni successivi fino al punk e agli eccessi degli anni ottanta: capelli cortissimi ossigenati, vestiti e occhiali neri, accessori di sapore quasi sadomaso. La musica che offriva nei concerti era al contrario di grande spessore e in palese contrasto con l'atteggiamento quasi svogliato e decadente del personaggio che recitava.
Rock N Roll Animal divenne celebre anche per il "duello di chitarre" tra Steve Hunter e Dick Wagner, per gli interminabili assoli di sapore hard rock dei due chitarristi e del talentuoso bassista di origine indiana Prakash John. Nel disco, grazie al nuovo arrangiamento, le vecchie canzoni acquistano spessore e dinamica, rinnovandosi completamente.
L'introduzione strumentale è tra i momenti più celebri del disco. Il riff orecchiabile di Sweet Jane divenne dopo questa versione uno dei marchi di fabbrica di Reed. L'interminabile versione di Rock 'n' Roll, con le chitarre in grande evidenza e con lo splendido assolo di Prakash John, è considerata una delle vette della carriera di Reed.
Il disco ottenne un buon successo di pubblico e di critica raggiungendo la posizione 45 nelle classifiche di vendita statunitensi. L'anno successivo la RCA decise così di bissare pubblicando Lou Reed Live, sorta di "seconda puntata" di Rock N Roll Animal. Il nuovo album, registrato durante lo stesso concerto tenuto all'Academy of Music di New York il 21 dicembre 1973, conteneva finalmente brani tratti dei dischi solisti di Reed e in particolare le hit di Transformer, ma non raggiunse né musicalmente né commercialmente i livelli del precedente.
Nella riedizione rimasterizzata del 2000, furono inclusi due brani inediti non presenti nell'edizione originale su vinile. Intelligentemente la scelta è caduta su due brani tratti da Berlin. Inserire brani provenienti da Transformer o dal primo album solista di Lou Reed avrebbe potuto snaturare l'idea originale del disco compromettendone l'omogeneità, cosa che i curatori hanno preferito evitare.

## Tracce

### Edizione originale in vinile

#### Lato A
1. Intro/Sweet Jane - (Steve Hunter, Lou Reed) – 7:55
2. Heroin - (Lou Reed) – 13:11

#### Lato B
1. White Light/White Heat - (Lou Reed) – 5:15
2. Lady Day - (Lou Reed) – 4:00
3. Rock 'n' Roll - (Lou Reed) – 10:17

### EdizionerimasterizzatainCD(2000)[2]
1. Intro/Sweet Jane - (Steve Hunter, Lou Reed) – 7:48
2. Heroin - (Lou Reed) – 13:12
3. How Do You Think It Feels - (Lou Reed) – 3:41 (Bonus track)
4. Caroline Says I - (Lou Reed) – 4:06 (Bonus track)
5. White Light/White Heat - (Lou Reed) – 4:55
6. Lady Day - (Lou Reed) – 4:05
7. Rock 'n' Roll - (Lou Reed) – 10:21

## Formazione
- Lou Reed – voce
- Pentti Glan – batteria
- Steve Hunter – chitarra
- Prakash John – basso
- Dick Wagner – chitarra
- Ray Colcord - tastiere

## Setlist originale del concerto
In realtà il 21 dicembre 1973 alla Howard Stein Academy of Music, Reed si esibì in due set, il primo con inizio alle 20 e il seguente alle 23 (o 23:30 secondo altre fonti).
Questa è la scaletta integrale in ordine cronologico della prima esibizione:
1. Intro/Sweet Jane
2. How Do You Think It Feels
3. Caroline Says I
4. I'm Waiting for the Man
5. Lady Day
6. Heroin
7. Vicious
8. Satellite of Love
9. Walk on the Wild Side
10. Oh, Jim
11. Sad Song
12. White Light/White Heat
13. Rock 'n' Roll

Al 2019 le due esibizioni complete non sono ancora state pubblicate ufficialmente su album.